# Гусевские вести
«Гусевские вести» — общественно-политическая газета, издаётся с 3 сентября 1930 года (старейшее печатное издание города Гусь-Хрустальный). Выходит два раза в неделю: по средам и пятницам.

## История
В 1929 году рабочий посёлок Гусь-Хрустальный стал административным центром вновь созданного Гусевского района. А вскоре было принято решение о создании печатного органа райкома ВКП(б). районного исполнительного комитета и районного совета профсоюзов. Газета была названа «Большевик» и выходила ежедневно, кроме воскресенья, на четырёх полосах половинного формата. Набиралась она вручную и печаталась на плоской машине «хлопушке». Первые номера газеты выходили на желтоватой, с хлопьями бумаге.
Был в эти годы в Гусь-Хрустальном единственный газетчик (не журналист, конечно, а просто продавец газет) — старик Пётр Бояринов, в прошлом рабочий. Когда в его холщёвую сумку впервые попала газета «Большевик», он появлялся в самых многолюдных местах и кричал: «А вот газета „Большевик“. Читай молодежь, читай и старик!» Неискушённый в вопросах рекламы, неумудрённый в законах стихосложения, он, понимал, как важно рекламировать новую газету, сочинял все новые и новые побасёнки, скороговорки, в которых неизменно сквозили слова «Большевик». Первым редактором газеты был А.Букштейн. Он работал заместителем редактора окружной газеты «Призыв» во Владимире, а когда был образован районный центр Гусь-Хрустальный, был направлен сюда. Секретарём редакции был тогда М. Калинин — тоже из Владимира. Остальных работников подбирали на месте. Заново создавалась типография в помещении «красильной» фабрики.
После XIX съезда партии КПСС газета стала выходить под новым названием «Коммунист».
В годы Великой Отечественной войны многие работники ушли на фронт. В редакции есть мемориальная доска, на которой перечислены имена погибших журналистов: В. И. Ванюхин, И. И. Иванов, И. М. Судариков.
В 1963 году газета «Коммунист» слилась с газетной территориального колхозно-совхозного управления «Ленинское знамя» и вместо трёх номеров в неделю стала выходить 4 раза. В это время тираж газеты составлял 45, 5 тыс. экз.
При газете долгое время существовало объединение поэтов и писателей (ныне литературное объединение «Мещёра»). У истоков литературной группы тогда стояли учитель Н. С. Яров, журналисты П. Антонов и Н. Орлов, поэт и очеркист, лауреат Государственной премии В. В. Полторацкий.
В августе 1991 года после ликвидации ГКЧП, руководство газеты обвинили в публикации документов «путчистов», и решением исполкома горсовета её издание было прекращено. В тот же день, 30 августа исполком зарегистрировал газету «Гусевские вести» как правопреемника газеты «Ленинское знамя».
До июля 2017 года редакция газеты представляла собой некоммерческое партнёрство. С 5 июля 2017 года у издания сменился учредитель. Им стало Общество с ограниченной ответственностью "Консалтинговая группа «Система» (Свидетельство о регистрации СМИ от 10 июля 2017 года ПИ № ТУ33-00495 выдано Управлением Федеральной службы по надзору в сфере связи, информационных технологий и массовых коммуникаций по Владимирской области).

## Главные редакторы
- А. Букштейн
- А. Зайцев
- М. Калинин
- С. Шустов
- М. Печенин
- А. Кондаков
- С. Соколов
- Н. Богданов
- В. Никонов
- Г. Рябов
- А. Арканов (1991—1995)
- С. Фролкин (1995—2003)
- И. Пырова (2003—2015)
- В. Лекарева (2015—2017)
- О. Добровольская (2017 — н.в.)